# CXCR4
An Error has occurred retrieving Wikidata item for infobox
CXCR4（C-X-C motif chemokine receptor 4）、CD184（cluster of differentiation 184）またはFusinは、ヒトではCXCR4遺伝子によってコードされているタンパク質である。このタンパク質はCXCケモカイン受容体の1つである。

## 機能
CXCR4はCXCL12（SDF-1）を特異的に結合するケモカイン受容体であり、CXCL12はリンパ球に対して強い誘引作用を示す分子である。また、CXCR4はHIVがCD4＋T細胞に感染する際に利用するコレセプターの1つでもある。通常、CXCR4を利用するウイルスは感染の後期に出現するが、こうしたCXCR4を利用するウイルスの出現が免疫不全の原因であるのか、それとも結果であるのかは明らかではない。
子宮内膜では自然周期とホルモン補充周期の双方において着床の窓（implantation window）の時期にCXCR4がアップレギュレーションされ、また胚盤胞の存在下ではCXCR4の極性分布が生じることから、この受容体がヒトの着床の対置・接着段階に関与していることが示唆されている。
CXCR4のリガンドであるSDF-1は骨髄への造血幹細胞のホーミングと静止状態の維持に重要であることが知られている。また、CXCR4シグナルはB細胞上のCD20の発現も調節している。他のケモカインはいくつかの種類のケモカイン受容体を利用する傾向があるのに対し、SDF-1とCXCR4は互いに比較的高い特異性で作用するリガンド-受容体ペアであると考えられてきた。しかしながら近年、ユビキチンもCXCR4の天然のリガンドであることを示すエビデンスが得られている。ユビキチンは真核生物で高度に保存された低分子量タンパク質（76アミノ酸）であり、ユビキチン化によってタンパク質をプロテアソーム分解の標的とする細胞内での役割が最もよく知られている。多くの動物モデルから得られたエビデンスはユビキチンが抗炎症性免疫調節因子であり、炎症促進性DAMP分子に対抗する内因性因子であることを示唆しており、この作用はCXCR4を介したシグナル伝達によるものである可能性が示唆されている。また、マクロファージ遊走阻止因子（MIF）もCXCR4のリガンドであることが報告されている。
CXCR4は胚発生時と成体の双方で新たに発生した神経細胞上に存在し、神経誘導に関与している。受容体濃度は神経細胞の成熟につれて低下してゆく。CXCR4変異マウスは異常な神経分布を示すため、CXCR4はてんかんなどの疾患への関与が示唆されている。
CXCR4の二量体形成は動的過程であり、受容体濃度が上昇するにつれて増大する。

## 臨床的意義
CXCR4受容体を遮断する薬剤は、造血幹細胞を末梢血幹細胞として血中へ動員するために利用できるようである。末梢血幹細胞の動員は造血幹細胞移植においてきわめて重要であり、現在ではG-CSFなどの薬剤を用いて行われている。G-SCFは好中球に対する成長因子であり、好中球エラスターゼなど骨髄中の好中球由来のプロテアーゼの活性を高め、SDF-1の分解をもたらすことで作用している可能性がある。プレリキサホル（AMD3100）はCXCR4を直接遮断する、臨床使用が承認されている薬剤である。プレリキサホルは造血幹細胞動員の誘導効率がきわめて高いことは動物やヒトでの研究で示されている。フコイダン摂取の安全性と効果を評価する小規模な臨床試験では、75%(w/w)フコイダンを毎日3 g、12日間経口投与することでCD34+CXCR4+細胞の割合が45%から90%に上昇し、血清SDF-1濃度も上昇することが示されており、SDF-1/CXCR4軸を介したCD34+細胞のホーミングと動員に有用である可能性がある。
CXCR4遺伝子の変異はWHIM症候群と関連している。WHIM症候群と同様のCXCR4変異はB細胞系統の悪性腫瘍であるワルデンシュトレームマクログロブリン血症の患者にも同定されている。ワルデンシュトレームマクログロブリン血症患者におけるWHIM症候群様変異の存在は、イブルチニブ抵抗性と関連している。
多くの健康な組織ではCXCR4の発現は低いもしくは検出されないが、乳がん、卵巣がん、メラノーマ、前立腺がんを含む23種類以上のがんでCXCR4の発現が示されている。がん細胞におけるこの受容体の発現は、肺、肝臓、骨髄などCXCL12が高濃度で存在する組織への転移と関連づけられている。一方、乳がんではがん細胞はCXCR4に加えてSDF-1/CXCL12も発現しており、CXCL12の発現は無病生存期間（無転移生存期間）と正の相関がみられる。CXCL12を（過剰）発現しているがんでは自己分泌的に産生されるリガンドによってCXCR4受容体が飽和しており、転移標的組織から放出されるCXCL12による濃度勾配を検知できないことが原因となっている可能性がある。他の説明としては、CXCL12（とCCL2）を産生する腫瘍は好中球を伴う作用を有することが示されており、その結果肺での腫瘍の播種が阻害されていることが示唆されている。

## 薬物応答
アカゲザルでは、THCへの慢性曝露によってCD4+T細胞と CD8+T細胞の双方でCXCR4の発現が高まることが示されている。

## 相互作用
CXCR4はUSP14と相互作用することが示されている。

## 関連文献
- “Cofactors provide the entry keys. HIV-1”. Current Biology 6 (9):  1051–3. (September 1996). doi:10.1016/S0960-9822(02)70661-1. PMID 8805353.
- “HIV and the 7-transmembrane domain receptors”. Pathobiology 64 (4):  171–9. (1996). doi:10.1159/000164032. PMID 9031325.
- “Structural interactions between chemokine receptors, gp120 Env and CD4”. Seminars in Immunology 10 (3):  249–57. (June 1998). doi:10.1006/smim.1998.0127. PMID 9653051.
- “HIV-1 gp120 chemokine receptor-mediated signaling in human macrophages”. Immunologic Research 27 (2–3):  261–76. (2003). doi:10.1385/IR:27:2-3:261. PMID 12857973.
- “Virus entry as a target for anti-HIV intervention”. Current Medicinal Chemistry 10 (17):  1617–32. (September 2003). doi:10.2174/0929867033457098. PMID 12871111.
- “The HIV Env-mediated fusion reaction”. Biochimica et Biophysica Acta (BBA) - Biomembranes 1614 (1):  36–50. (July 2003). doi:10.1016/S0005-2736(03)00161-5. PMID 12873764.
- “HIV coreceptors: role of structure, posttranslational modifications, and internalization in viral-cell fusion and as targets for entry inhibitors”. Biochimica et Biophysica Acta (BBA) - Biomembranes 1614 (1):  51–61. (July 2003). doi:10.1016/S0005-2736(03)00162-7. PMID 12873765.
- “Macrophage activation through CCR5- and CXCR4-mediated gp120-elicited signaling pathways”. Journal of Leukocyte Biology 74 (5):  676–82. (November 2003). doi:10.1189/jlb.0503206. PMID 12960231.
- “Chemokine receptor utilization and macrophage signaling by human immunodeficiency virus type 1 gp120: Implications for neuropathogenesis”. Journal of Neurovirology. 10 10 (Suppl 1):  91–6. (2004). doi:10.1080/753312758. PMID 14982745.
- “Small-molecule antagonists of CCR5 and CXCR4: a promising new class of anti-HIV-1 drugs”. Current Pharmaceutical Design 10 (17):  2041–62. (2004). doi:10.2174/1381612043384312. PMID 15279544.
- “Mechanisms of apoptosis induction by the HIV-1 envelope”. Cell Death and Differentiation. 12 12 (Suppl 1):  916–23. (August 2005). doi:10.1038/sj.cdd.4401584. PMID 15719026.
- “HIV tat and neurotoxicity”. Microbes and Infection / Institut Pasteur 8 (5):  1347–57. (April 2006). doi:10.1016/j.micinf.2005.11.014. PMID 16697675.
- “Stroma-derived factor (SDF-1/CXCL12) and human tumor pathogenesis”. American Journal of Physiology. Cell Physiology 292 (3):  C987-95. (March 2007). doi:10.1152/ajpcell.00406.2006. PMID 16943240.
- “Clinical importance and therapeutic implications of the pivotal CXCL12-CXCR4 (chemokine ligand-receptor) interaction in cancer cell migration”. Tumour Biology 28 (3):  123–31. (2007). doi:10.1159/000102979. PMID 17510563.
- “Tuberculosis: the changing tubercle”. British Journal of Hospital Medicine 22 (6):  540–8. (December 1979). PMID 118789.
- “Molecular cloning of cDNAs encoding a LD78 receptor and putative leukocyte chemotactic peptide receptors”. International Immunology 5 (10):  1239–49. (October 1993). doi:10.1093/intimm/5.10.1239. PMID 7505609.
- “The promiscuous chemokine binding profile of the Duffy antigen/receptor for chemokines is primarily localized to sequences in the amino-terminal domain”. The Journal of Biological Chemistry 270 (44):  26239–45. (November 1995). doi:10.1074/jbc.270.44.26239. PMID 7592830.
- “A proposed bovine neuropeptide Y (NPY) receptor cDNA clone, or its human homologue, confers neither NPY binding sites nor NPY responsiveness on transfected cells”. Regulatory Peptides 47 (3):  247–58. (September 1993). doi:10.1016/0167-0115(93)90392-L. PMID 8234909.
- “Cloning of a human seven-transmembrane domain receptor, LESTR, that is highly expressed in leukocytes”. The Journal of Biological Chemistry 269 (1):  232–7. (January 1994). doi:10.1016/S0021-9258(17)42339-8. PMID 8276799.
- “CXCR4(+)CD45(-) BMMNC subpopulation is superior to unfractionated BMMNCs for protection after ischemic stroke in mice”. Brain, Behavior, and Immunity 45:  98–108. (March 2015). doi:10.1016/j.bbi.2014.12.015. PMC 4342301. PMID 25526817.
- “Molecular cloning of the cDNA and chromosomal localization of the gene for a putative seven-transmembrane segment (7-TMS) receptor isolated from human spleen”. Genomics 16 (3):  707–12. (June 1993). doi:10.1006/geno.1993.1251. PMID 8325644.
- “Structural Analysis of Chemokine Receptor-Ligand Interactions”. J Med Chem 60 (12):  4735–4779. (2017). doi:10.1021/acs.jmedchem.6b01309. PMC 5483895. PMID 28165741.